# Ewighausen
Ewighausen là một đô thị thuộc một ‘‘Verbandsgemeinde’’ - ở huyện Westerwald trong bang Rheinland-Pfalz, Đức. Đô thị Ewighausen có diện tích 2,55 km². Đô thị này thuộc Verbandsgemeinde of Selters, một dạng đô thị tập thể chỉ có ở bang Rheinland-Pfalz.